# Полициано, Анджело
Анджело Амброджи́ни по прозвищу Полициа́но (итал. Angelo Ambrogini detto Poliziano, лат. Angelus Politianus; 14 июля 1454, Монтепульчано — 28 или 29 сентября 1494, Флоренция) — итальянский поэт, гуманист и драматург, один из приближённых правителя Флорентийской республики Лоренцо Великолепного.

## Биография и творчество

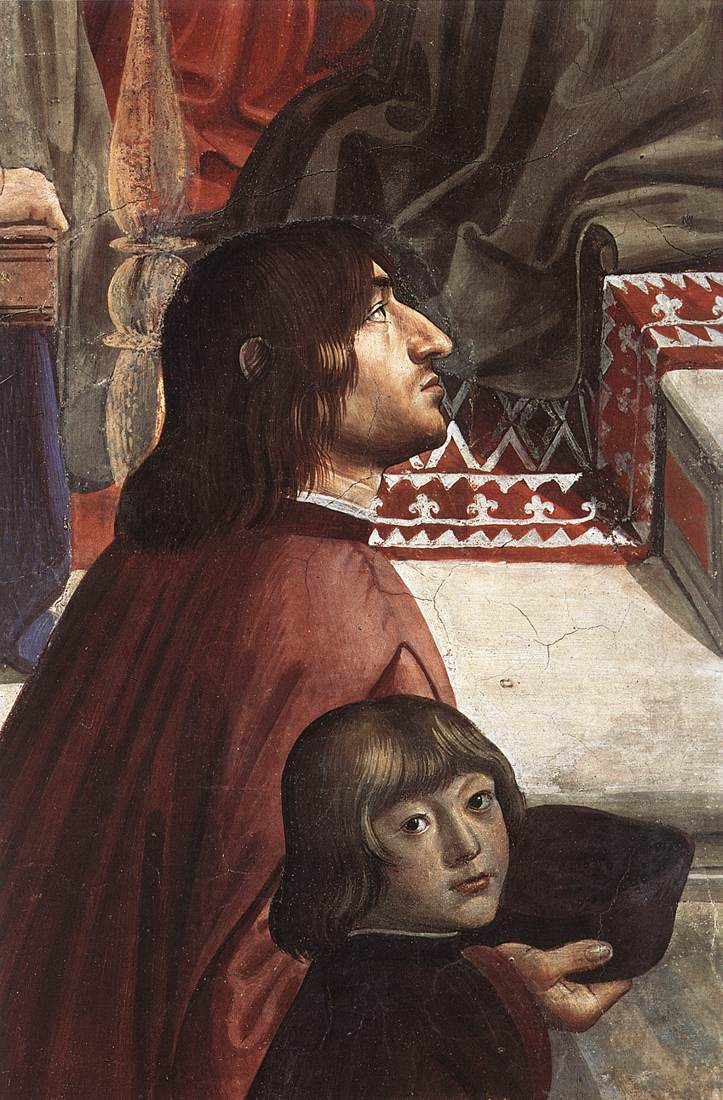
Доменико Гирландайо. Анджело Полициано с младшим сыном Лоренцо Медичи Джулиано. Фрагмент фрески «Утверждение устава францисканского ордена папой Гонорием III». Капелла Сассетти, церковь Санта-Тринита, Флоренция (1483)

Родился 14 июля 1454 года в семье Бенедетто Амброджини, доктора права и гонфалоньера города Монтепульчано, принадлежавшего Сиенской республике, и Антонии Салимбени. В возрасте 10 лет лишился своего отца, павшего жертвой покушения, после чего не позже 1469 года перебрался во Флоренцию к родственникам. Невзирая на бедность, сумел окончить местный университет, где среди его учителей были известный философ Марсилио Фичино, а также осевшие в Италии византийские учёные Иоанн Аргиропул, Ландино и Андроник Каллист.
В 1470 году, в возрасте 15 лет, обратил на себя внимание других флорентийских гуманистов, в частности, Алессандро Браччи, переложив гекзаметром вторую и третью песнь «Илиады» и заслужив прозвище «Юного Гомера» (лат. Homericus juvenis). Посвятив свою работу Лоренцо Медичи, получил возможность заниматься в богатой библиотеке последнего. Своё прозвище Полициано («Пульчанский») получил, исходя из наименования своего родного городка на латыни — Mons Politianus.
В 1473 году по рекомендации Браччи и Фичино стал секретарём и придворным поэтом Лоренцо Медичи, а спустя два года — воспитателем его старшего сына Пьеро. В 1476—1478 годах, находясь под впечатлением от триумфального участия брата Лоренцо Джулиано в рыцарском ристалище, создал поэму «Стансы на турнир» (Le stanze per las Giostra). В 1477 году для поправления своего материального положения получил бенефиций при приорате Сан-Паоло. В мае-августе 1478 года по заказу Лоренцо написал произведение «О заговоре Пацци», предназначенное для широкого круга читателей и сразу после своего завершения напечатанное в типографии Никколо ди Лоренцо делла Манья. Формально используя в качестве образца сочинение Саллюстия «О заговоре Катилины», создал оригинальное произведение, соединяющее в себе черты исторического сочинения и политического памфлета. Не ставя себе задачей изложить собственную моральную и политическую позицию, последовательно оправдал в нём расправу Лоренцо Медичи со своими политическими противниками, обосновав его право на укрепление власти и восхваляя достоинства его убитого Пацци брата. В то же время, защитив Лоренцо от кинжалов заговорщиков, всячески затушевал в нём личное участие в описываемых событиях.
Получив за свою преданность прозвище «Тень Лоренцо», отказался в 1479 году сопровождать своего патрона в опасной поездке в Неаполь для переговоров с осадившим Флоренцию королём Фердинандом I, за что попал в немилость к изначально недолюбливавшей его супруге Лоренцо Клариче Орсини и был вынужден отправиться в изгнание, побывав в Венеции, Падуе, Вероне и Мантуе. Сблизившись в последней с кардиналом-дьяконом Франческо Гонзага, написал там в июне 1480 года поэму «Сказание об Орфее». Получив прощение, в августе 1480 года вернулся во Флоренцию, и в ноябре того же года стал профессором греческой и латинской литературы в университете. Хотя вскоре ему доверено было обучение второго сына Лоренцо Джованни (будущего папы Льва X), проживал он уже не в доме Медичи, а на собственной вилле во Фьезоле, всецело погрузившись в занятия наукой и поэзией и удалившись от политических дел. 

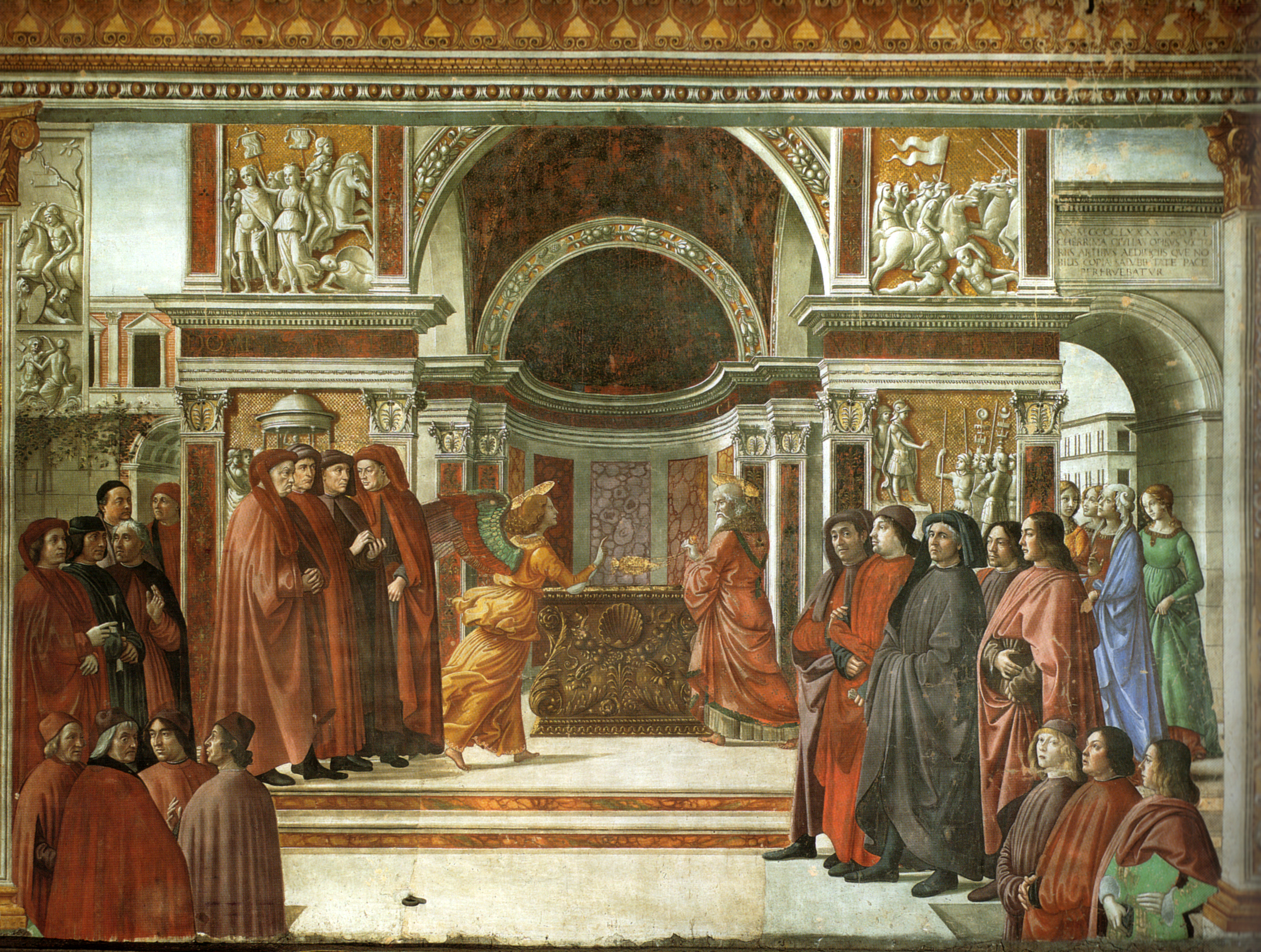
Доменико Гирландайо. «Благовещение Захарии». Капелла Торнабуони, церковь Санта-Мария-Новелла, Флоренция. На переднем плане слева третий в ряду — Анджело Полициано (1490)

Внёс большой вклад в гуманистическую филологию, особенно разработкой метода исторической критики текста, когда каждый текст воспринимается в контексте эпохи, которой он принадлежит. Его филологические штудии во многом продолжили линию, начатую Данте и Петраркой. Способствуя развитию гуманистической филологии, применил её достижения к анализу творчества Вергилия, Горация, Овидия, Персия, Ювенала, в лекциях, которые он читал в университете Флоренции. Развивая методические принципы Колюччо Салютати, Леонардо Бруни, Поджо Браччолини и Лоренцо Валла, исследовал слово как подлинное и непосредственное проявление сущности человека, понимаемого не в качестве абстрактного индивида, а в конкретном общественном контексте, рассматривая любые словосочетания и выражения в связи с определённой историко-культурной средой.
В 1481 году прочитал курс, посвящённый «Воспитанию оратора» Квинтилиана и «Сильвам» Стация. Разборам творчества латинских поэтов посвятил свои составленные гекзаметром авторские вступления, назвав их по примеру Стация «сильвами». В 1489 году по совету Лоренцо Медичи опубликовал многие из них в виде отдельного сборника «Смесь» (итал. Miscellania).
В собственном поэтическом творчестве активно способствовал формированию ренессансного литературного стиля в латинском и итальянском вариантах. Лучшими его творениями стали итальянские поэмы «Стансы на турнир» и «Сказание об Орфее», в которых доминирует идея гармонии человека и природы — одна из ведущих идей всей ренессансной культуры. Обращает на себя внимание и его латинская элегия на смерть Альбьеры дельи Альбицци, невесты Сиджизмондо Лоттеринги делла Стуффа, в которой реальная флорентийская девушка, умершая 14 июля 1473 года, мастерски отождествляется с античной нимфой, прелести которой представляются в единстве с красотой окружающей природы, а сама её смерть объясняется завистью богов.
Как поэт он многое черпал не только из античной латинской, но и из народной итальянской литературы, что вполне соответствовало его представлениям о процессе развития и совершенствования языка. Подобно Лоренцо Медици и Луиджи Пульчи, экспериментировал с народным фольклором, охотно обращаясь к риспетти и баллатам, не только вкладывая в них образы и мотивы античной лирики, но и воспроизводя поэтическую форму и метрическую организацию тосканской песни. Его поэзия жизнерадостна, пронизана чувством восторга перед красотой природы и призывом наслаждаться ею, как и красотой самого человека. В итальянских стихах поэта античные мифы переплетались с мотивами тосканской народной лирики. Так, его баллада «Добро пожаловать, май» выдержана в стиле флорентийских майских песен, которые распевали в хороводах юноши и девушки, прославляя весну и любовь.
Не установлено, когда Полициано рукоположён был в священники, но в 1486 году он стал каноником митрополита. В 1488 году он участвовал в дипломатической миссии ко двору папы Иннокентия VIII, а в 1491 году посетил Болонью, Феррару, Падую и Венецию, где собирал рукописи для библиотеки Медичи. С 1490 года преподавал в университете Флоренции не только литературу, но и философию Аристотеля, предваряя свои лекции обширными поэтическими введениями. Среди них, бесспорно, выделяется прочитанная в 1492 году «Ламия» (лат. Lamia) — вступительная речь к курсу аристотелевской аналитики, в которой он излагает историю философской мысли в форме античной басни.
В ночь на 9 апреля 1492 года Полициано находился при смертном одре Лоренцо Медичи, подробно описав кончину своего покровителя в письме другу Якопо Антикварио. Однако, опубликовав его в 1494 году в собрании своих посланий, адресованном наследнику покойного Пьеро, он отказался перейти на службу режиму Савонаролы и 29 сентября 1494 года скончался фактически в общественной изоляции, будучи безосновательно обвинён новыми властями в «язычестве», «безбожии» и «содомии». Захоронение его в монастыре Сан-Марко, разорённое, возможно, ещё в конце XV столетия, не сохранилось.
Реальная личная жизнь никогда не имевшего своей семьи Полициано является предметом дискуссии, хотя ещё во второй половине XIX века высказывались предположения о его гомосексуальности. В то же время интимные отношения с Лоренцо, в которых его, в частности, подозревала супруга последнего Клариче, подвергаются обоснованным сомнениям со стороны современных исследователей.

## Иконография

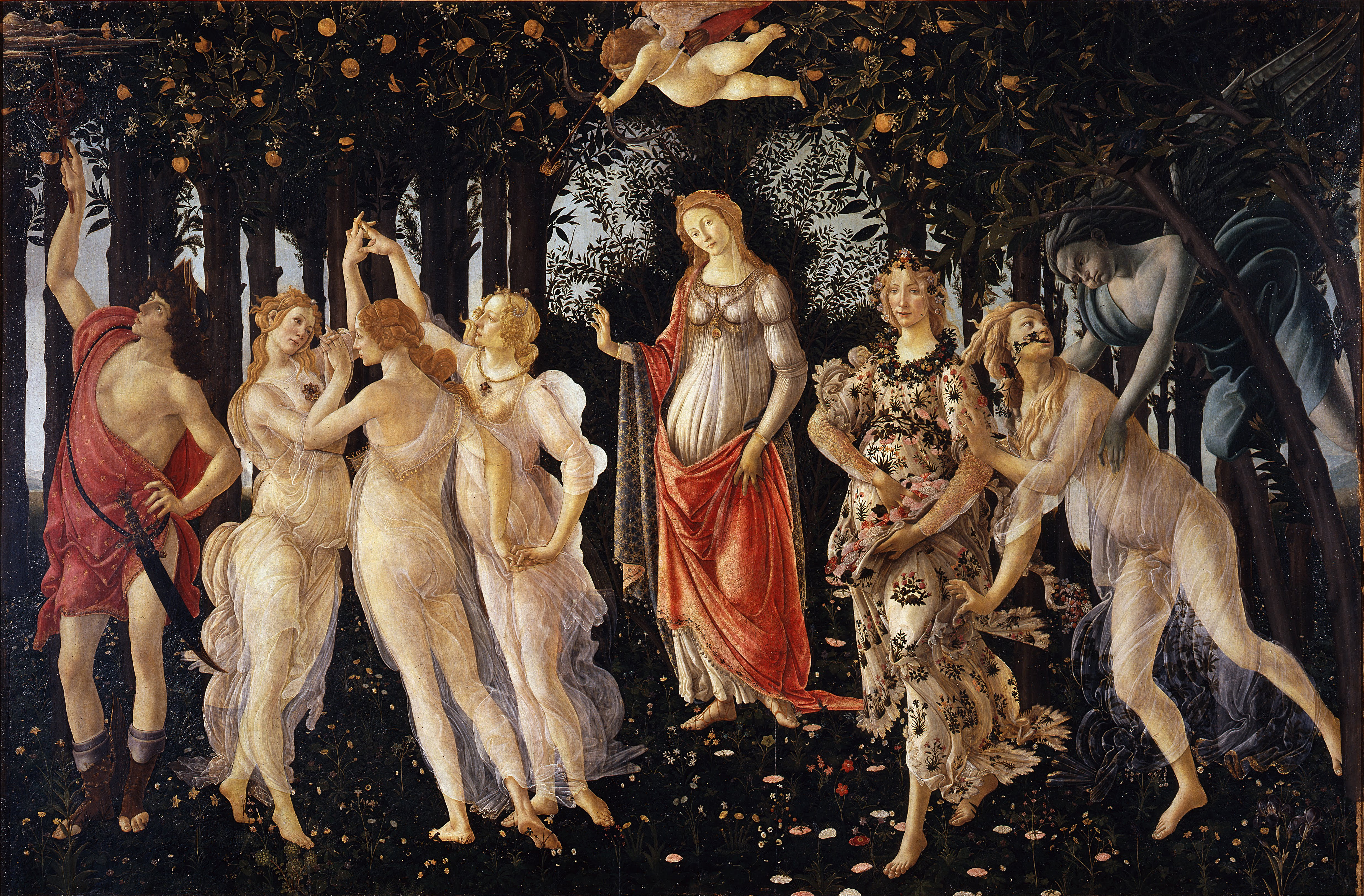
Сандро Боттичелли. «Весна». Уффици, Флоренция. Моделью для картины послужила Симонетта Веспуччи

Сохранилось немного подлинных прижизненных изображений Полициано, из числа которых обращают на себя внимание фреска Доменико Гирландайо «Утверждение устава францисканского ордена папой Гонорием III», написанная около 1483 года для капеллы Сассетти в церкви Санта-Тринита, где он изображён вместе со всеми тремя детьми Лоренцо, и другая, также работы Гирландайо, «Благовещение Захарии» (1490), для капеллы Торнабуони в церкви Санта-Мария-Новелла, где он изображен между Кристофоро Ландино и Джентили де Бекки. Также известны три медали работы Никколо Фьорентино, датированные приблизительно 1494 годом.

## Поэмы

### Стансы на турнир

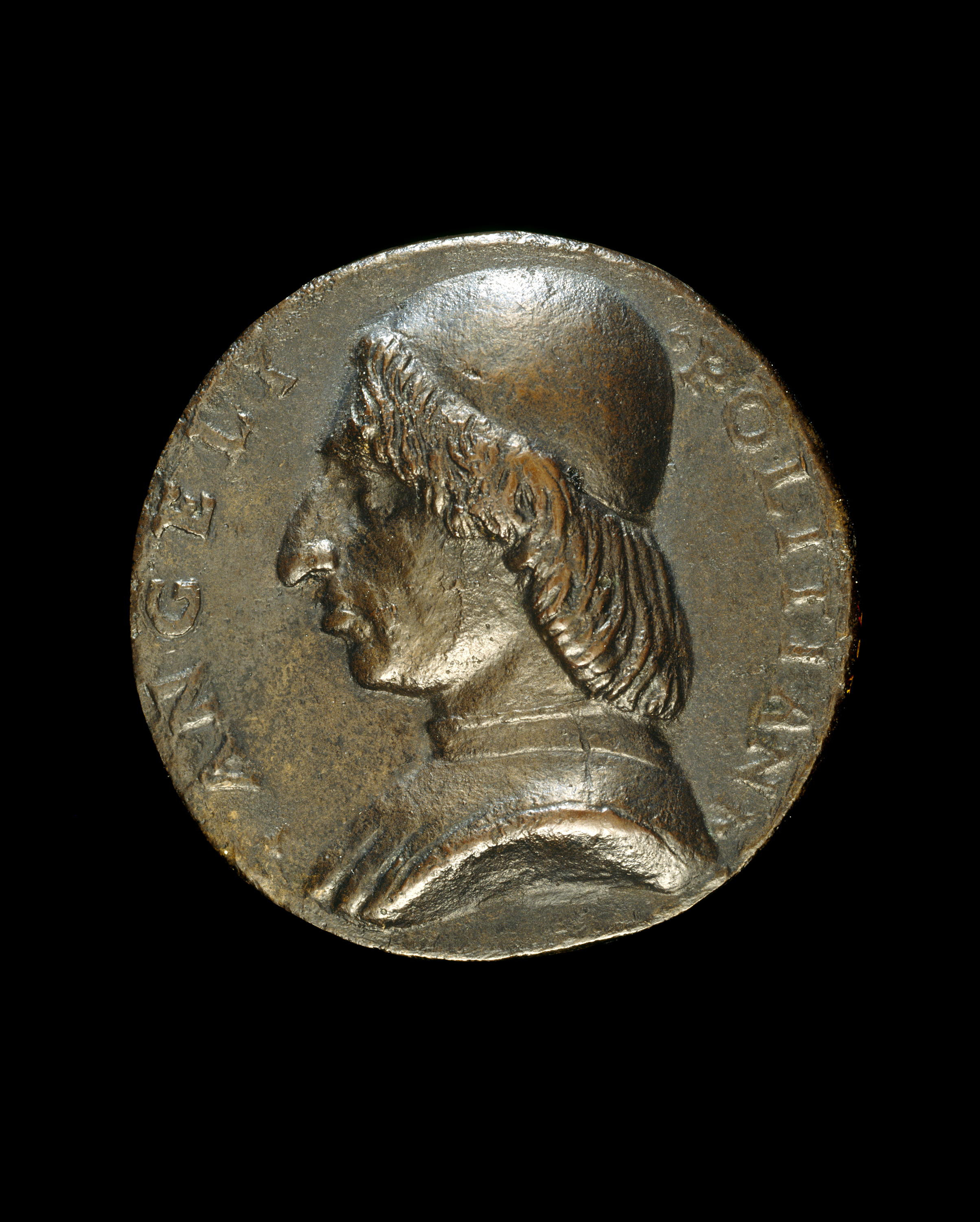
Памятная медаль работы Никколо Фьорентино с изображением Анджело Полициано (1494). Национальная галерея искусства, Вашингтон

В поэме «Стансы на турнир» (1476—1478), посвящённой брату Лоренцо Медичи — Джулиано и его возлюбленной Симонетте Веспуччи, ради которой в январе 1476 года был устроен роскошный турнир, мифологическая основа произведения служит автору для создания ренессансной идиллии, одухотворяющей природу и обожествляющей человека. В ней художественно воплощена и характерная для гуманизма проблема соотношения доблести и Фортуны. Ведущая тема поэмы — любовь, дающая радость и счастье, но и лишающая человека внутренней свободы. Прекрасный юноша-охотник и лесной полубог Юлио (Джулиано), влюблённый в нимфу (Симонетту), горюет об утраченной свободе; «Где твоя свобода, где твоё сердце? Амур и женщина отняли их у тебя». Нимфа среди прекрасных цветов — этот образ из поэмы Полициано навеял и ряд образов в живописи Боттичелли, в том числе в его известном шедевре «Весна», воплотившем восхитительное описание поэтом сада Венеры. Из-за гибели Джулиано от рук заговорщиков поэма осталась незаконченной, и о смерти главного героя в ней не сообщается ничего, однако, оборвав её на 368-й строке второй песни, Полициано искусно придал ей художественную завершённость. Первый полный перевод поэмы на русский язык осуществлен был в 2009 году Александром Триандафилиди.

### Сказание об Орфее
В написанной для театра поэме «Сказание об Орфее» (1480) новаторски соединил распространённый в средневековом городе жанр миракля, «священного представления», с известным античным мифом об Орфее — певце, обладавшем волшебной силой, но не сумевшем сохранить свою возлюбленную Эвридику, навсегда оставшуюся в подземном царстве. Гуманистическую идиллию гармонии человека и природы не нарушает в этой драме даже гибель Орфея, который в поэме Полициано являет собой символ поэзии, меняющей мир. На русский язык «Сказание об Орфее» переводилось С. В. Шервинским (1933).

## В культуре
- Полициано стал персонажем романа Карела Шульца «Камень и боль» (1943).
- Телесериал «Медичи. Правители Флоренции» (англ. Medici) — реж. Серджо Мимика-Геззан (Великобритания; Италия, 2016—2019), в роли Полициано — британский актёр Джек Бэннон (англ. Jack Bannon).

## Русские переводы
- Полициано А. Сказание об Орфее / Пер. С. В. Шервинского, ст. А. К. Дживелегова и М. Н. Розанова. — М.-Л.: Academia, 1933.
- Полициано А. Стансы на турнир / Пер. Е. Солоновича // Европейские поэты Возрождения. — М.: Худож. лит-ра, 1974. — С. 91—98.
- Полициано А. Стансы на турнир / Пер. А. Триандафилиди // Лоренцо Медичи и поэты его круга. — М.: Водолей, 2013, 2017.
- Полициано А. Письма и речи Архивная копия от 3 сентября 2021 на Wayback Machine / Пер. А. А. Столярова // Сочинения итальянских гуманистов эпохи Возрождения (XV век). — М.: Изд-во МГУ, 1985. — С. 229—253.
- Полициано А. О заговоре Пацци / Пер. И. В. Шевченко // Культура Возрождения и Средние века. — М.: Наука, 1993. — С. 204—219.